# ناتسوكي تاكايا
ناتسوكي تاكايا (باليابانية: 高屋 奈月) (ولدت في 7 يوليو 1973) هي رسامة مانغا ياباني اشتهرت بتأليفها سلسلة فروتس باسكت. ولدت تاكايا ونشأت في طوكيو، حيث ظهرت لأول مرة كرسامة مانغا في عام 1992. تاكايا عسراء اليد وأرادت أن تصبح فنانة مانغا منذ الصف الأول، عندما بدأت أختها الرسم.
أصبح عملها فروتس باسكت، والذي انطلق لأول مرة في عام 1998، واحد من أفضل مانغا الشوجو مبيعًا في أمريكا الشمالية. وحول في مرتين إلى عمل أنمي، الأولى كانت عام 2001 حيث تم بثه كموسم واحد من 26 حلقة. والثاني عرض لأول مرة في 2019 ويتكون من ثلاثة مواسم كل منها 25 حلقة.

## وصلات خارجية
- ناتسوكي تاكايا على موقع IMDb (الإنجليزية)
- ناتسوكي تاكايا على موقع ANN person (الإنجليزية)